# Cheumatopsyche gelita
Cheumatopsyche gelita är en nattsländeart som beskrevs av Donald G. Denning 1952. Cheumatopsyche gelita ingår i släktet Cheumatopsyche och familjen ryssjenattsländor. Inga underarter finns listade i Catalogue of Life.